# Caldana
Caldana is een plaats (frazione) in de Italiaanse gemeente Gavorrano.

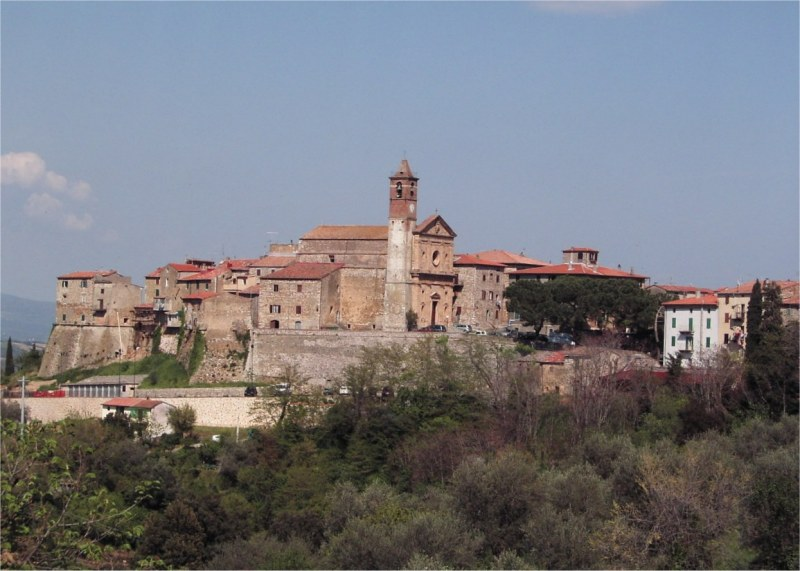
Caldana
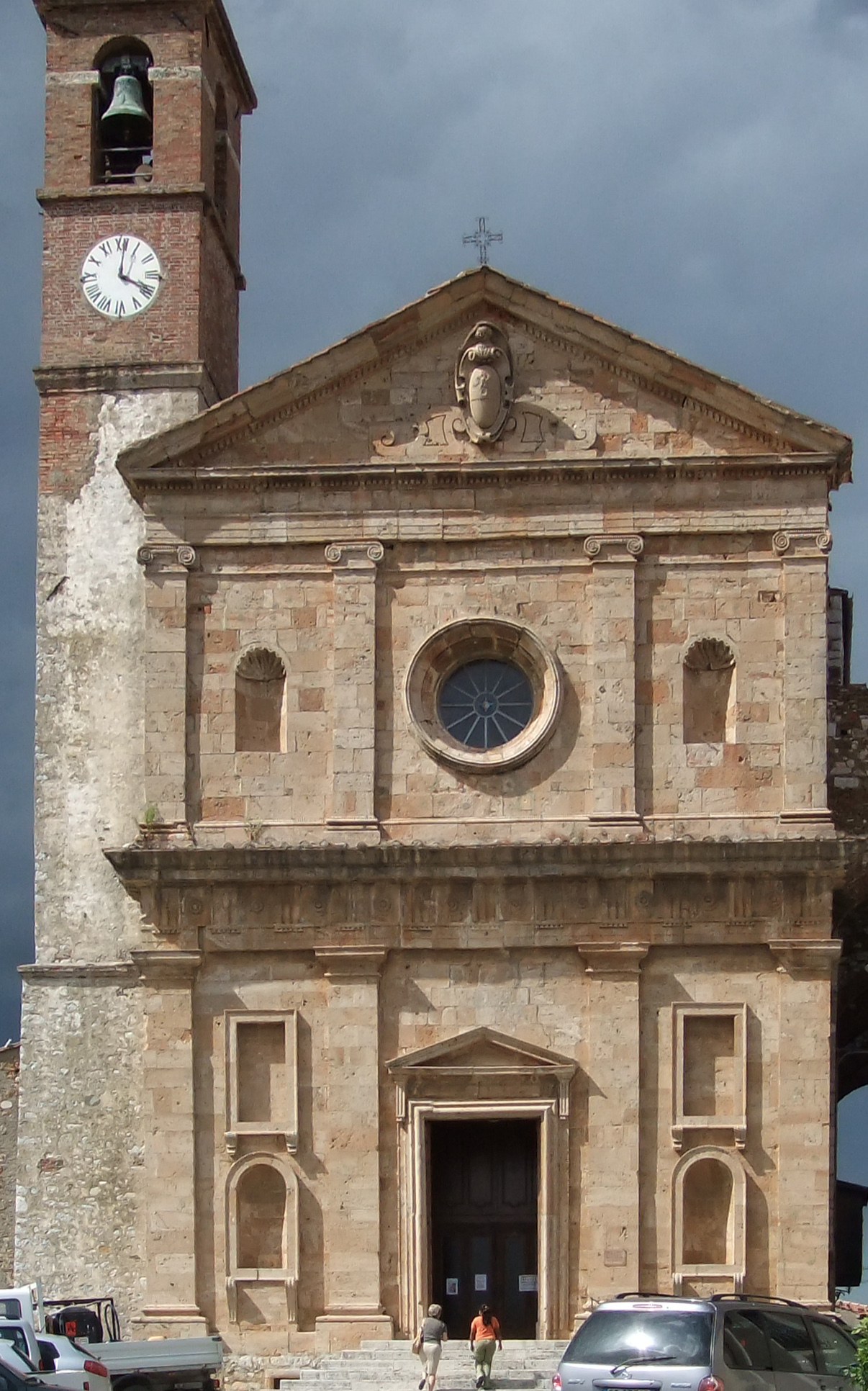
Kerk van San Biagio